# Inskip
Inskip est un petit village de la région de Fylde dans le Lancashire, en Angleterre. Il fait partie de la paroisse civile d'Inskip-with-Sowerby. Le village est proche de l'ancien aérodrome RNAS Inskip, qui sert toujours de centre de communication interarmées.
Il abrite l'un des centres d'entraînement des cadets de la Royal Air Force.
Le hameau d'Inskip Moss Side se trouve à environ deux kilomètres au nord-est du village.
Le village est desservi par la compagnie de bus Preston Bus avec le service 80. Le bus relie la gare routière de Preston au Myerscough College toutes les deux heures. Cette ligne est principalement fréquentée par les étudiants du Cardinal Newman College d’Inskip et des villages avoisinants en guise de moyen d'aller au collège.

## Historique
Inskip figurait dans le Domesday Book de 1086 en tant qu'Inscip. Selon cette étude, sa superficie était de deux carucates de terre. À partir de 1281, le village appartient à Richard Butler, de Rawcliffe Hall. Il l'a reçu de William de Carleton en tant que dot de son épouse, Alice.
L’aérodrome qui était autrefois appelé «HMS Nightjar» était un centre de communication au cours de la Première et de la Seconde Guerre mondiale.

## Église
L'église d'Inskip est dédiée à Saint Pierre, elle fut construit en 1848 et fut financé par le comte de Derby et l'archidiacre Hornby. Elle est inscrite sur la liste du patrimoine national de l’Angleterre en tant que bâtiment classé au grade II.

## Résidents notables
- Albert George Long (1915-1999) paléobotaniste, né et a grandi dans le village[4].